# Supersnazz
Supersnazz är ett musikalbum av The Flamin' Groovies som lanserades 1969 på Epic Records. Efter att gruppen släppt EP-skivan Sneakers föregående år albumdebuterade man nu med denna skiva. Skivan blev ett kommersiellt fiasko och ledde till att gruppen förlorade sitt kontrakt hos Epic Records. Trots detta gavs skivan ut i nyutgåvor både på 1970-talet och 1980-talet. År 2000 gavs skivan ut på CD av skivbolaget Sundazed som specialiserat sig på obskyr musik från 1960-talet.

## Låtlista
(upphovsman inom parentes)
1. "Love Have Mercy" (Roy Loney)
2. "The Girl Can't Help It" (Bobby Troup)
3. "Laurie Did It" (Roy Loney)
4. "Apart from That" (Roy Loney, Cyril Jordan)
5. "Rockin' Pneumonia and the Boogie Woogie Flu" (Huey Smith, John Vincent)
6. "The First One's Free" (Roy Loney)
7. "Pagan Rachel" (Roy Loney)
8. "Somethin' Else (Sharon Sheeley, Bob Cochran)/ Pistol Packin' Mama" (Al Dexter)
9. "Brushfire" (Roy Loney, Cyril Jordan)
10. "Bam Balam" (Roy Loney, Cyril Jordan)
11. "Around the Corner" (Roy Loney, Cyril Jordan)